# Komitet Ministrów do Spraw Społecznych
Komitet Ministrów do Spraw Społecznych – jednostka organizacyjna Rady Ministrów istniejąca w latach 1949–1972, powołana jako organ Rządu do kierowania polityką socjalną Państwa.

## Powołanie Komitetu
Na podstawie uchwały Rady Ministrów z 1948 r. – powzięta w uzgodnieniu z Radą Państwa - w sprawie powołania Komitetu Ministrów do Spraw Społecznych ustanowiono Komitet.

## Zakres działania Komitetu
Do zakresu działania Komitetu należało:
- ustalanie względnie zatwierdzanie projektów w zakresie polityki socjalnej Państwa,
- opiniowanie projektów ustaw, dekretów, rozporządzeń i uchwał Rady Ministrów dotyczących zagadnień społecznych objętych kompetencją Ministra Pracy i Opieki Społecznej oraz Ministra Zdrowia i Oświaty,
- koordynowanie działalności państwowych władz i urzędów oraz instytucji prawno-publicznych w zakresie polityki socjalnej,
- koordynowanie działalności państwowych władz i urzędów z działalnością związków samorządu terytorialnego w zakresie polityki socjalnej i usuwanie wynikłych w tym przedmiocie rozbieżności,
- kierowanie polityką subwencyjną Rządu na cele socjalne, koordynacja planów finansowych i budżetów poszczególnych ministerstw, centralnych urzędów i instytucji prawno-publicznych w zakresie polityki socjalnej oraz kontrola wykonania tych planów i budżetów.

## Kierowanie Komitetem
Przewodniczącym Komitetu był Prezes Rady Ministrów. W skład Komitetu wchodzili ministrowie odpowiedzialni za sprawy społeczne i oświatowe, Prezes Centralnego Urzędu Planowania oraz przedstawiciel Rady Państwa.

## Zniesienie Komitetu
Na podstawie uchwały Rady Ministrów z 1972 r. w sprawie utraty mocy obowiązującej niektórych uchwał Rady Ministrów, Prezydium Rządu, Komitetu Ekonomicznego Rady Ministrów i Komitetu Ministrów do Spraw Kultury, ogłoszonych w Monitorze Polskim zlikwidowano Komitet.